# Caront (mitologia etrusca)
|  | No s'ha de confondre amb Caront (mitologia). |

Caront o també Carun o Karunt va ser, segons la mitologia etrusca, un psicopomp o conductor de les ànimes a l'inframon. No s'ha de confondre amb Aita, el déu etrusc de l'inframon. Sovint va acompanyat de Vanth, una figura femenina alada a la que de vegades es compara amb les erínnies. El seu nom va ser copiat del de Caront, el personatge grec que guiava cap a l'Hades, però no se sap si els etruscs tenien un altre nom per aquest personatge abans d'això.
El Caront etrusc era completament diferent del grec. Era el guardià de l'entrada a l'inframon i se'l representava amb un martell, que era el seu símbol religiós. Tenia les orelles punxegudes, serps al voltant dels braços i una color blavosa a la pell que simbolitzava la decadència de la mort. En algunes imatges portava unes ales enormes. També se'l representava com una gran criatura amb escames semblants a una serp, el nas ganxut com el bec d'un voltor, uns ullals grans com els d'un senglar, celles enormes i sortints, llavis grans, ulls ardents, orelles punxegudes, una gran barba negra, pell descolorida d'un color crema pàl·lid, blavós o grisenc, i serps que portava entortolligades als braços.
Larissa Bonfante i Judith Swaddling expliquen de Caront: «Moltes escenes mostren els dos dimonis de l'inframon purament etrusc, Vanth i Caront, que tenien per missió, no castigar els morts, sinó escoltar-los fins que arribessin al seu destí final».
No obstant s'han trobat exemples de pintures de Caront amb actitud amenaçadora, aixecant el seu martell sobre el cap d'una persona, segurament el difunt. La naturalesa grotesca de la representació de Caront sembla haver estat, almenys en part, de naturalesa apotropaica. L'art apotropaic el practicaven els grecs en aquella època, i al segle vi aC a les copes de vi es pintaven ulls exagerats per allunyar els esperits mentre bevien. I també la monstruosa representació de Medusa de la que es deia que la seva imatge convertia els homes en pedra. A través d'aquestes imatges de tema grotesc, amb violència i sang, els etruscs podrien haver cregut que allunyaven els mals esperits de la tomba i també que santificaven la tomba, potser en lloc del sacrifici real d'un animal que normalment es realitzava en un ritus funerari.
El martell també podria servir per protegir els morts, i de vegades Caront l'aixeca contra les serps que ataquen el difunt (com es mostra a l'àmfora d'Orvieto). Molt sovint només el subjecta, o planta el mànec a terra i es recolza en el cap del mall.[14] Thomson de Grummond assenyala que la barca d'aquest Caront només apareix una vegada en l'art etrusc que ens ha quedat, i que alguns dimonis etruscs estan equipats amb rems que normalment utilitzen com a armes més que en la seva funció marítima.